# Frank Ramsey (koszykarz)
Frank Vernon Ramsey, Jr. (ur. 13 lipca 1931 w Corydonie, zm. 8 lipca 2018 w Madisonville) – amerykański koszykarz, występujący na pozycjach rzucającego obrońcy lub niskiego skrzydłowego, siedmiokrotny mistrz NBA, członek Koszykarskiej Galerii Sław im. Jamesa Naismitha.
Mierzący 191 cm wzrostu koszykarz studiował na University of Kentucky, gdzie grał w drużynie Kentucky Wildcats i w 1951 został mistrzem rozgrywek uniwersyteckich (NCAA). Do NBA został wybrany w drafcie w 1953 przez Boston Celtics i w tej organizacji spędził całą karierę. Debiutował w sezonie 1954/1955, następny rok spędził w wojsku, by od 1956 ponownie grać w barwach Celtów – pełnił rolę pierwszego wchodzącego z ławki (sixth man). Siedem razy zdobywał pierścienie mistrzowskie (1957, 1959–1964). Jego numer na koszulce (23) został przez Celtics zastrzeżony.
8 grudnia 1960 roku wyrównał niechlubny rekord NBA, oddając 15 niecelnych rzutów z gry, bez ani jednego trafienia w całym meczu.
Jest jednym z ponad 40 zawodników w historii, którzy zdobyli zarówno mistrzostwo NCAA, jak i NBA w trakcie swojej kariery sportowej.

## Osiągnięcia
Na podstawie, o ile nie zaznaczono inaczej.
NCAA
- Mistrz NCAA (1951)
- Uczestnik rozgrywek Elite 8 turnieju NCAA (1951, 1952)
- Mistrz:
  - turnieju konferencji Southeastern (SEC – 1952)
  - sezonu regularnego konferencji SEC (1951, 1952, 1954)
- Zaliczony do:
  - II składu All-American (1952 przez AP, UPI, 1954)
  - III składu All-American (1951 przez AP, UPI)
  - Akademickiej Galerii Sław Koszykówki (2006)[5]

NBA
- 7-krotny mistrz NBA (1957, 1959–1964)
- Wicemistrz NBA (1958)
- Zaliczony do Koszykarskiej Galerii Sław im. Jamesa Naismitha (1981)[6]
- Zespół Celtics zastrzegł należący do niego numer 23
- Lider play-off w skuteczności rzutów z gry (1955)[7]

Trenerskie
- Wicemistrz ABA (1971)